# Coolamon
Coolamon is een plaats in New South Wales in Australië. Het ligt 40 kilometer ten noordwesten van de stad Wagga Wagga en 506 kilometer ten zuidwesten van Sydney. Coolamon telde in 2006 1.399 inwoners. Het ligt 290 meter boven zeeniveau. De naam Coolamon komt van de naam van de verpakkingen van de Aborigines, namelijk Coolamon.

## Galerij

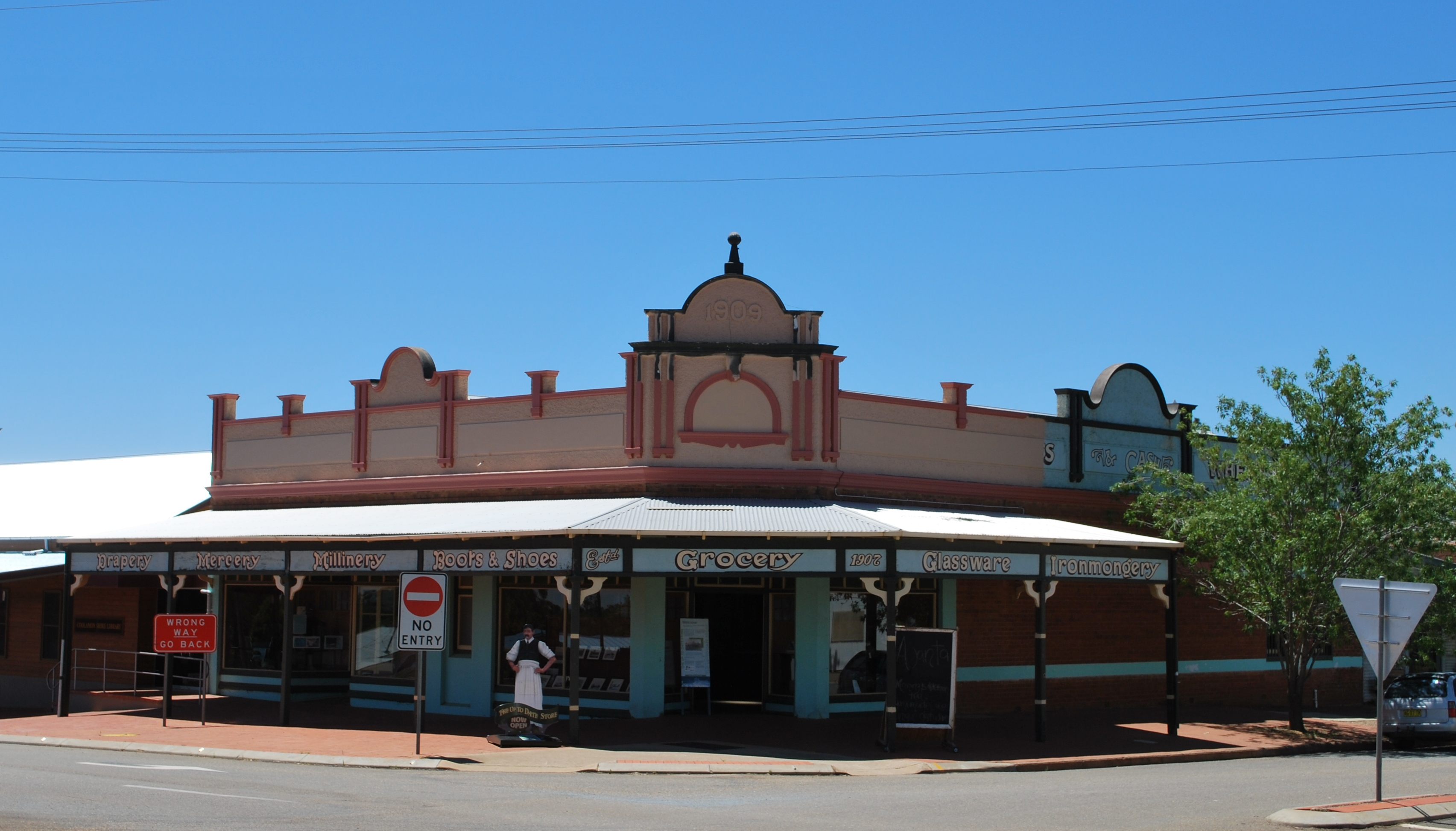
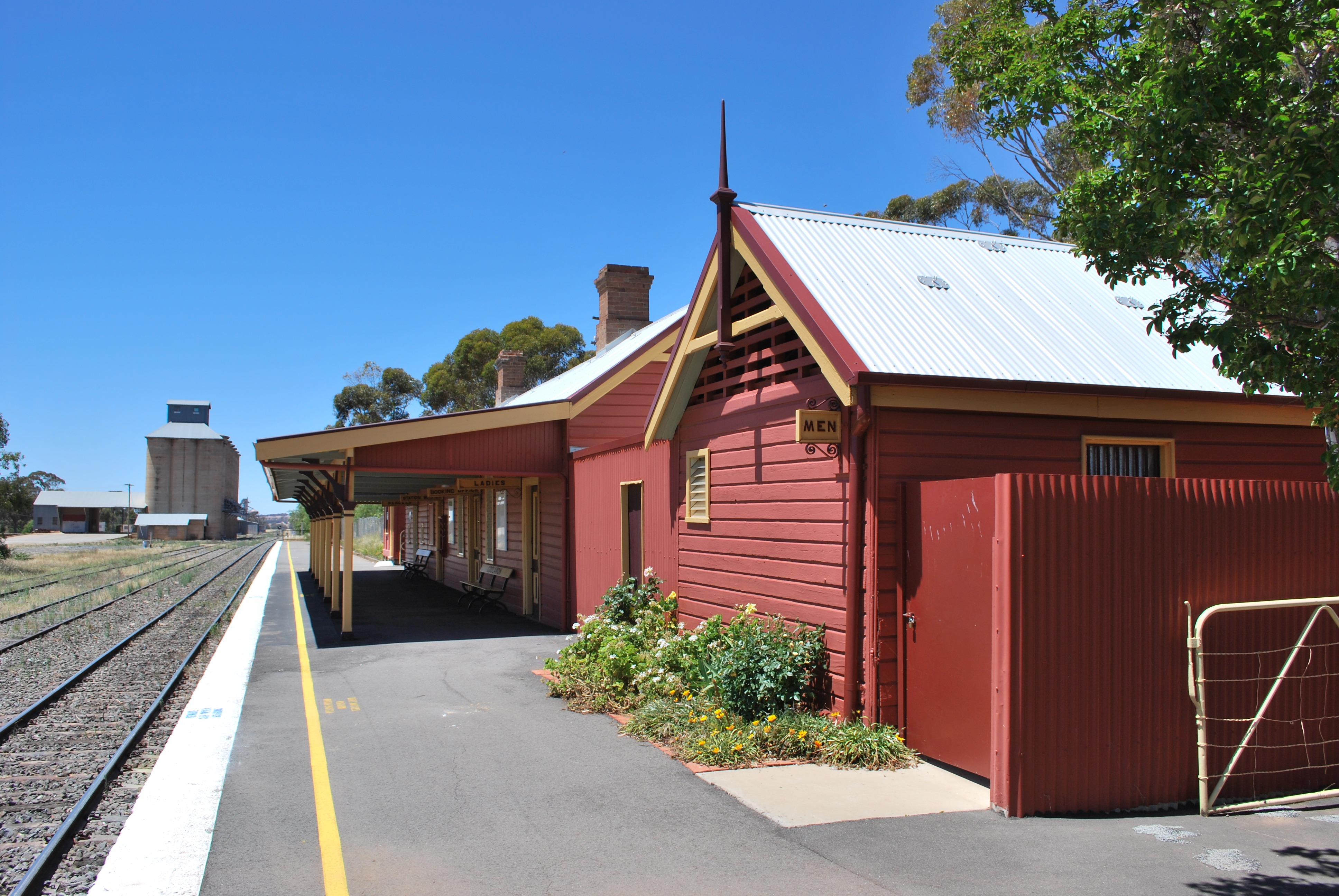
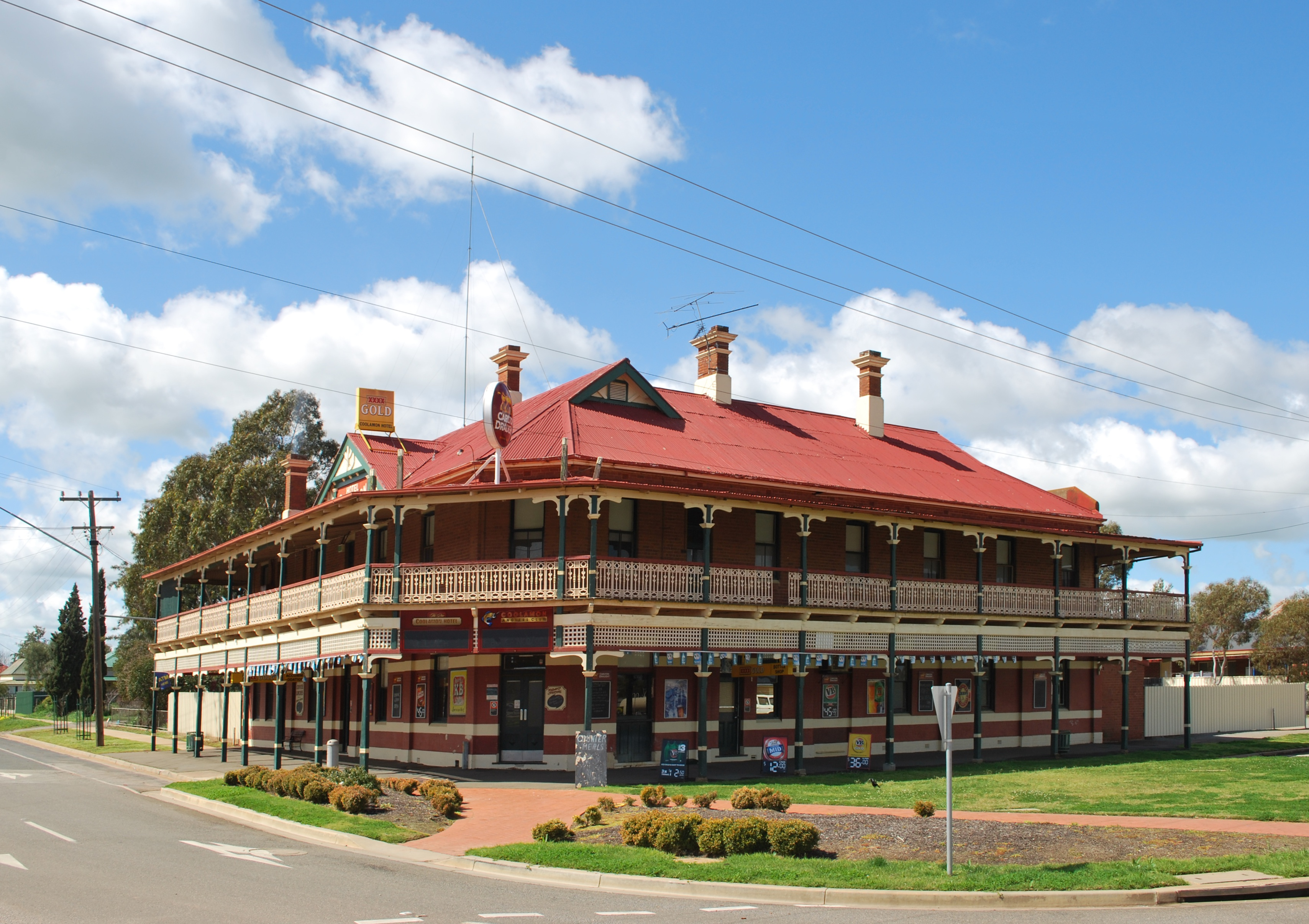
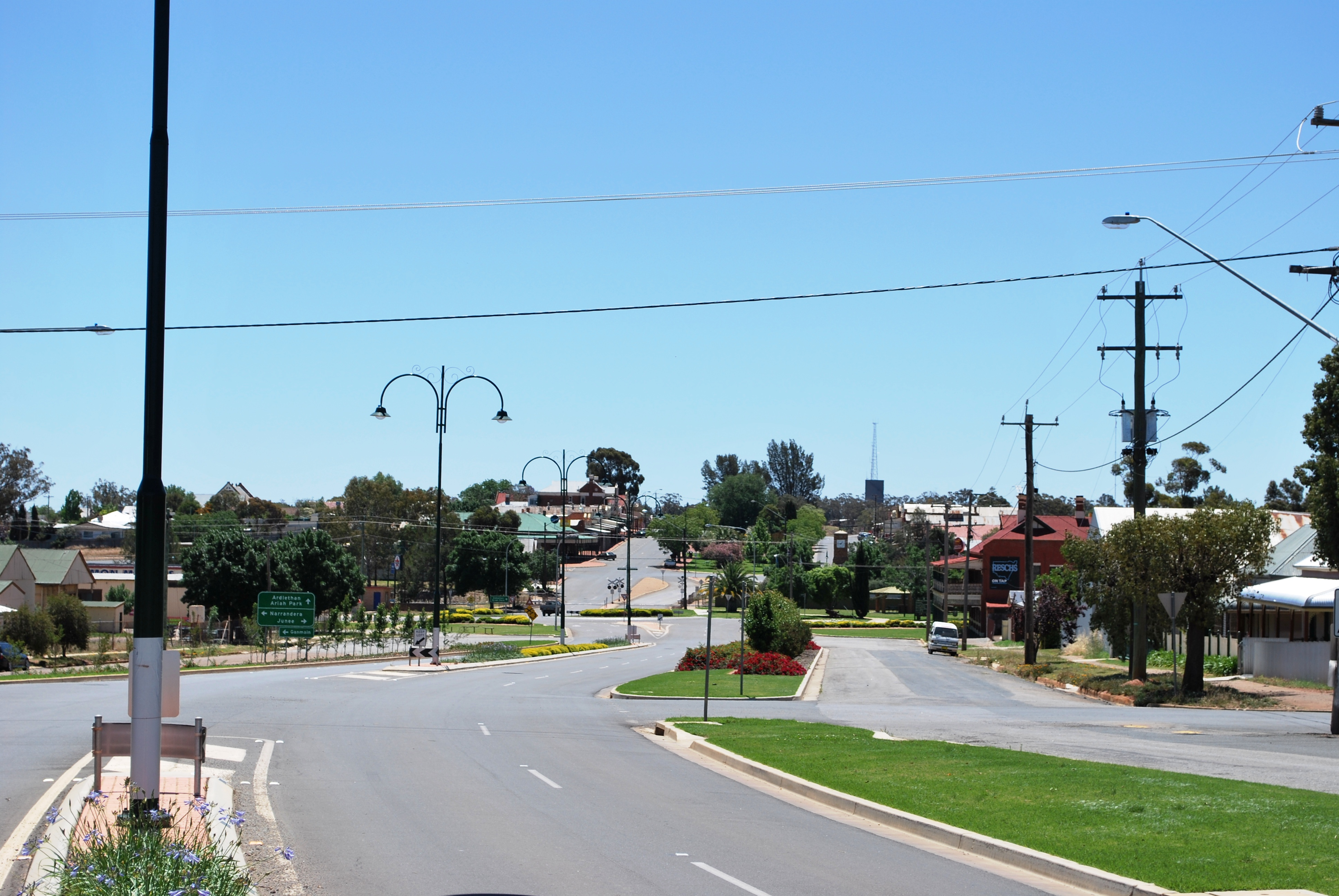